# یوکاتان ۱۰۷۹۹
سیارک ۱۰۷۹۹ (به انگلیسی: 10799 Yucatan، نامگذاری:1992OY2) ده هزار و هفتصد و نود و نهمین سیارک کشف شده‌است که در ۲۶ ژوئیه ۱۹۹۲ کشف شد.
قدر مطلق سیارک برابر ۱۳٫۹۰ است.